# Apagomerina jucunda
Apagomerina jucunda là một loài bọ cánh cứng trong họ Cerambycidae.